# Samathur
Samathur (o Samattur) è una suddivisione dell'India, classificata come town panchayat, di 5.752 abitanti, situata nel distretto di Coimbatore, nello stato federato del Tamil Nadu. In base al numero di abitanti la città rientra nella classe V (da 5.000 a 9.999 persone).

## Geografia fisica
La città è situata a 10° 35' 60 N e 77° 1' 0 E e ha un'altitudine di 290 m s.l.m..

## Società

### Evoluzione demografica
Al censimento del 2001 la popolazione di Samathur assommava a 5.752 persone, delle quali 2.926 maschi e 2.826 femmine. I bambini di età inferiore o uguale ai sei anni assommavano a 563, dei quali 293 maschi e 270 femmine. Infine, coloro che erano in grado di saper almeno leggere e scrivere erano 3.927, dei quali 2.142 maschi e 1.785 femmine.